# اربوسکو
اربوسکو (به ایتالیایی: Erbusco) یک کومونه در ایتالیا است که در استان برشا واقع شده‌است. اربوسکو ۱۶ کیلومتر مربع مساحت و ۸٬۷۴۳ نفر جمعیت دارد.